# جورج دوس سانتوس پالادینی
جورج دوس سانتوس پالادینی (به پرتغالی: George dos Santos Paladini) هافبک اهل برزیل است که در شهر ریودو ژانیرو و در تاریخ ۱۳ مارس ۱۹۷۸ به دنیا آمده‌است.
جورج دوس سانتوس پالادینی در تیم‌های فوتبال فلامینگو سابقهٔ حضور دارد.